# Bianca Bagnarelli
Bianca Bagnarelli (Milano, 21 maggio 1988) è un'illustratrice e fumettista italiana.
Nel 2015, la Society of Illustrators l'ha insignita della medaglia d'oro nella categoria "forma breve" (short form) nel contesto della Comic and Cartoon Art Competition, a motivo del suo romanzo grafico Fish. L'anno seguente ha vinto il premio Lorenzo Bartoli come fumettista più promettente d'Italia.
Bagnarelli è cresciuta a Milano, e ha poi frequentato per un anno il corso di fumetto e illustrazione dell'Accademia di Belle Arti di Bologna.
Nel 2010, Bagnarelli ha fondato Delebile, un piccolo editore indipendente che pubblica brevi storie a fumetti realizzate da artisti italiani e stranieri.
Bagnarelli è un'illustratrice ricorrente del New York Times e del New Yorker. Nel 2017 ha realizzato il disegno di copertina del cinquantesimo numero di McSweeney's, e la sua opera è stata scelta per la collezione del New York Times intitolata "The Year in Illustration 2017". Nel 2018 ha fornito, tra le altre cose, illustrazioni per la versione inglese del racconto di Haruki Murakami Ascolta la canzone del vento, e per la versione italiana di Crooner, racconto di Kazuo Ishiguro tratto dalla sua raccolta Notturni.